# Langschwanzeidechsen
Die Langschwanzeidechsen (Takydromus), auch Schnellläufereidechsen genannt, sind eine Gattung der Echten Eidechsen (Lacertidae).

## Aussehen
Die Tiere sind extrem schlank. Der Schwanz ist zwei- bis fünfmal länger als der Körper. Meistens sind die Eidechsen von brauner Farbe, einige Arten zeigen aber auch kräftige Grüntöne. Die Schuppen auf dem Rücken sind groß, die an den Flanken dagegen sehr klein. An den Zehen haben die Tiere vergrößerte Lamellenschuppen. Die Endglieder der Zehen sind stark gekrümmt.

## Lebensweise
Innerhalb der Gattung unterscheidet man Arten, die ihr Leben vorwiegend auf dem Boden verbringen (z. B. T. amurensis und T. wolteri), und solche, die sich kletternd in höheren Vegetationsbereichen aufhalten (T. sexlineatus, T. smaragdinus).
Die Arten der Gattung Takydromus vermehren sich eierlegend. Die Gelegegröße schwankt abhängig von Spezies, Lebensraum und Vitalität des Muttertiers beträchtlich und reicht von ein bis zwei Eiern bei T. smaragdinus bis hin zu neun Eiern bei T. wolteri.
Insbesondere Spezies aus kälteren Gebieten haben oft eine mehrere Wochen dauernde Winterstarre.

## Verbreitung
Die Eidechsen leben in Ostasien, im Amur-Gebiet, Japan, China, Indochina bis nach Burma und Assam und zur Malaiischen Halbinsel und den großen indonesischen Inseln Sumatra, Kalimantan und Java.

## Gefährdete Arten
Die IUCN stuft die drei Arten T. dorsalis, T. sikkimensis und T. toyamai als stark gefährdet („endangered“) ein. T. sauteri und T. smaragdinus gelten als potentiell gefährdet („near threatened“).

## Arten
Zur Gattung der Langschwanzeidechsen gehören folgende 24 rezente Arten (Stand Januar 2022):
| Trivialname                       | Taxon                      | Erstbeschreibung             | Verbreitungsgebiet                                                                                               | IUCN | Bild                                                                   |
| --------------------------------- | -------------------------- | ---------------------------- | --- | ---- | ---------------------------------------------------------------------- |
|                                   | Takydromus albomaculosus   | Wang, Gong, Liu & Wang, 2017 | China (Guangdong)                                                                                                | (DD) | Externes Bild (Bitte Urheberrechte beachten)                           |
| Amurschnellläufer                 | Takydromus amurensis       | (Peters, 1881)               | Ost-Russland, Nordost-China                                                                                      | (LC) | Takydromus amurensis                                                   |
|                                   | Takydromus dorsalis        | Stejneger, 1904              | Japan (auf vier Nansei-Inseln: Ishigaki-jima, Iriomote-jima, Kohama-jima und Kuroshima)                          | (EN) |                                                                        |
|                                   | Takydromus formosanus      | Boulenger, 1894              | Taiwan | (LC) | Takydromus formosanus                                                  |
|                                   | Takydromus hani            | Chou, Truong & Pauwels, 2001 | Vietnam | (LC) | Externes Bild (Bitte Urheberrechte beachten)                           |
|                                   | Takydromus haughtonianus   | Jerdon, 1870                 | Nordost-Indien (Assam)                                                                                           | (DD) |                                                                        |
|                                   | Takydromus hsuehshanensis  | Lin & Cheng, 1981            | Taiwan | (LC) | Externes Bild (Bitte Urheberrechte beachten)                           |
|                                   | Takydromus intermedius     | Stejneger, 1924              | Südwest-China (Sichuan, Yunnan)                                                                                  | (LC) | Externes Bild (Bitte Urheberrechte beachten)                           |
|                                   | Takydromus khasiensis      | Boulenger, 1917              | Indien (Assam, Meghalaya), Myanmar, Bangladesch                                                                  | (LC) | Takydromus khasiensis                                                  |
| Kühnes Langschwanzeidechse        | Takydromus kuehnei         | (Van Denburgh, 1909)         | China, Taiwan, Vietnam                                                                                           | (LC) | Takydromus kuehnei                                                     |
|                                   | Takydromus luyeanus        | Lue & Lin, 2008              | Taiwan | (LC) | Externes Bild (Bitte Urheberrechte beachten)                           |
|                                   | Takydromus madaensis       | Bobrov, 2013                 | Südvietnam | (DD) |                                                                        |
|                                   | Takydromus sauteri         | Van Denburgh, 1909           | Taiwan | (NT) | Externes Bild (Bitte Urheberrechte beachten)                           |
|                                   | Takydromus septentrionalis | Günther, 1864                | Süd-China | (LC) | Takydromus septentrionalis                                             |
| Sechsstreifen-Langschwanzeidechse | Takydromus sexlineatus     | (Daudin, 1802)               | Indien, China, Thailand, Laos, Burma, Kambodscha, Myanmar, Vietnam, Malaysia, Indonesien (Sumatra, Borneo, Java) | (LC) | Weibliche Sechsstreifen-Langschwanzeidechse (T. sexlineatus ocellatus) |
|                                   | Takydromus sikkimensis     | Günther, 1888                | Indien (Sikkim)                                                                                                  | (EN) | Externes Bild (Bitte Urheberrechte beachten)                           |
| Grüne Langschwanzeidechse         | Takydromus smaragdinus     | (Boulenger, 1887)            | Japan (nördliche und zentrale Ryukyu-Inseln)                                                                     | (NT) | Grüne Langschwanzeidechse (Takydromus smaragdinus)                     |
|                                   | Takydromus stejnegeri      | Van Denburgh, 1912           | Taiwan | (LC) | Externes Bild (Bitte Urheberrechte beachten)                           |
|                                   | Takydromus sylvaticus      | (Pope, 1928)                 | Südost-China | (LC) | Externes Bild (Bitte Urheberrechte beachten)                           |
| Japanischer Schnellläufer         | Takydromus tachydromoides  | (Schlegel, 1838)             | Japan, möglicherweise Südkorea                                                                                   | (LC) | Takydromus tachydromoides                                              |
|                                   | Takydromus toyamai         | Takeda & Ota, 1996           | Japan (Ryukyu-Inseln)                                                                                            | (EN) | Externes Bild (Bitte Urheberrechte beachten)                           |
|                                   | Takydromus viridipunctatus | Lue & Lin, 2008              | Taiwan | (LC) | Takydromus viridipunctatus                                             |
|                                   | Takydromus wolteri         | Fischer, 1885                | Ost-Russland, Ost-China, Korea                                                                                   | (LC) | Takydromus wolteri                                                     |
|                                   | Takydromus yunkaiensis     | Wang, Lyu & Wang, 2019       | China (Guangdong)                                                                                                |      | Takydromus yunkaiensis                                                 |